# Mieczysław Jaskierski
Mieczysław Stanisław Jaskierski [výsl. přibližně mječisuaf stanisuaf jaskjerski] (* 17. února 1950 Nowy Targ) je bývalý polský hokejový útočník.  Po skončení aktivní kariéry působil jako trenér.

## Hráčská kariéra

### Klubová kariéra
Hrál za Podhale Nowy Targ (1965-1971 a 1974-1982), během vojny v letech 1972-1974 za Legii Warszawa a v Rakousku za EK Zell am See (1982-1985). V polské lize nastoupil za 14 sezón ve 480 utkáních a dal 309 gólů a získal osm mistrovských titulů.

### Reprezentační kariéra
Polsko reprezentoval na olympijských hrách v roce 1976 a na 9 turnajích mistrovství světa v letech 1970, 1973,1974, 1975, 1976, 1977, 1978, 1979 a 1981. Celkem za polskou reprezentaci nastoupil v letech 1969-1981 ve 137 utkáních a dal 59 gólů.